# Luis Váez de Torrès
Pour les articles homonymes, voir Torres.
Luis Váez de Torres est un navigateur espagnol du XVIIe siècle. Il fut le premier navigateur ayant officiellement navigué dans le détroit qui sépare l'Australie de l'île de Nouvelle-Guinée et qui maintenant porte son nom francisé, le détroit de Torrès.

## Biographie
L'année et son lieu de naissance restent inconnus. Il serait né aux alentours de 1565 puisqu'on suppose qu'il avait environ quarante ans en 1606. On ne sait rien de ses origines. Depuis le XIXe siècle, il est considéré par les Portugais et par certains historiens britanniques comme portugais sans pour autant apporter davantage de preuve que la consonance de son nom, consonance qui toutefois pourrait également être galicienne. Cependant et avec certitude, tous les écrits et correspondances de Luis Vaez De Torres ont été rédigés en espagnol et n'ont jamais fait référence au Portugal. Sa dévotion à la monarchie d'Espagne n'a non plus jamais été contestée. Torres était également appelé "le Breton" par ses équipages, mais il a été récemment montré qu'à cette période était qualifié de "Breton" toute personne avec du sang celtique, ce qui pourrait signifier qu'il était originaire de l’évêché breton de Mondoñedo-Ferrol, sur la côte nord de Galice, province au nord-ouest de l'Espagne. 
Il servit dans la marine pour le compte de la couronne espagnole et navigua alors probablement vers les possessions sud-américaines de l'Espagne. À la fin de 1605, on trouve trace de sa nomination comme second de l'expédition dans le Pacifique de Pedro Fernandes de Queirós.
En décembre 1605, l'expédition partit de Callao dans la colonie espagnole du Pérou, avec Torres comme pilote du San Pedro et Diégo de Prado comme capitaine. En mai 1606, elle atteignit les îles que Queirós nomma Austrialia de Espiritu Santo (actuellement dans l'archipel du Vanuatu). 
Alors qu'il naviguait aux abords de ces îles, le navire de Queirós disparut lors d'une tempête. Après l'avoir recherché sans succès, Torres le déclara perdu en mer et reprit le voyage prévu vers Manille en passant par les Moluques. De son côté, le navire de Queiros réussit à rejoindre le Mexique. Les îles Torres sont nommées d'après lui. Il donne à l'île de Rakahanga le nom d'Île du massacre.
En juin 1606, Torres continua sa navigation. Des vents contraires l'empêchèrent de prendre l'itinéraire le plus direct le long de la côte nord de la Nouvelle-Guinée, il dut ainsi longer la côte sud, par le détroit de 150 km qui porte maintenant son nom. Longtemps on a supposé que Torres avait longé la côte de la Nouvelle-Guinée, mais en 1980 l'historien et marin australien Brett Hilder, de l'Université du Queensland, a démontré qu'il était beaucoup plus probable que Torres a pris un itinéraire plus au sud dans le détroit et donc qu'il aurait certainement aperçu le cap York, l'extrémité la plus septentrionale de l'Australie.
Le 27 octobre, Torres atteint l'extrémité occidentale de la Nouvelle-Guinée et fait route au nord de Céram et Misool vers la mer d'Halmahera. Au début de janvier 1607, il atteint Ternate, dans les îles aux Épices, qu'il quitte le 1er mai à destination de Manille où il débarque le 22 mai.  
Torres passa apparemment le reste de sa vie à Manille. Il laissa un compte-rendu écrit de son voyage, que le géographe écossais Alexander Dalrymple, qui donna au détroit le nom du navigateur, publia en  1759. James Cook, informé de l'existence de ce détroit, le franchit après sa découverte de la côte orientale de l'Australie en 1770.